# 琉球古典音楽
琉球古典音楽（りゅうきゅうこてんおんがく）とは、沖縄音楽の一種で、琉球王朝時代に宮廷音楽として演奏されていた音楽の総称。琉楽(りゅうがく)とも呼ばれる。演奏は三線に琉歌をのせてうたう「歌三線」が基本である。羽地朝秀の政策によって士族の作法や教養として広く奨励された。主に冊封使や薩摩藩、江戸幕府に対する接遇として披露されていたようである。その曲目は200曲余。複数曲を組み合わせ、琉球舞踊や組踊、沖縄芝居の楽曲としても用いられる。また、伴奏楽器として箏、笛、胡弓、太鼓が使用される。

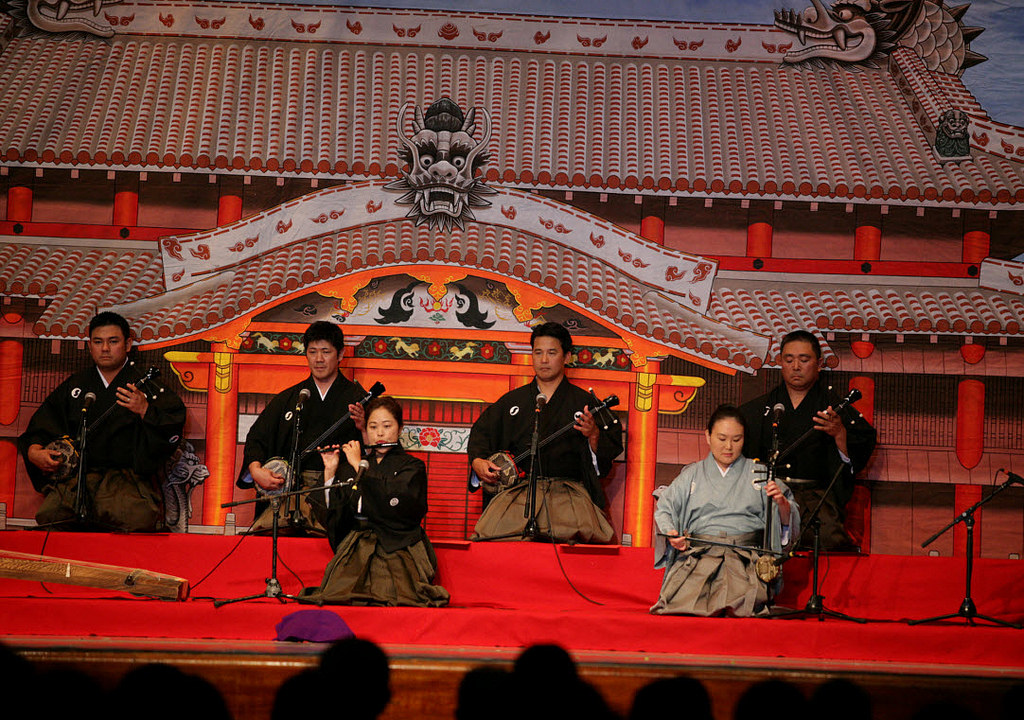
「歌三線 in ハワイ 2010」ハワイ沖縄センターでのチャリティーリサイタル

## 来歴と概要
琉球音楽の始まりは、伝説ではアカインコ（赤犬子）が始めたと伝えられるが、その基礎を作ったのは後に「湛水流」と呼ばれる一派を築いた幸地賢忠（湛水親方）とされる。
この流れは照喜名聞覚（聞覚流）に伝えられ、さらにその弟子・屋嘉比朝寄は、湛水親方から継承された曲に謡曲の技法や独自の楽曲を加えて「当流」を打ち立てた。以後、平民の出身でありながら「歌姓」を与えられるまでの実績を築いた知念績高によって琉球の古典音楽は技術上の完成を見た。
知念績高の晩年の弟子であった野村安趙は、1867年、尚泰王の命を受けて、知念績高の工工四（くんくんしー、楽譜）に忠実に、「欽定工工四」の編纂に取り組む。欽定工工四編纂を命じた尚泰王の意図は「此の体にては（安冨祖正元による改良知念工工四の形態）後世に至り（歌の）変異もあらんかと、…　毛氏野村里之子親雲上安趙へ委しく調べさせよと云々」であった。「野村流」国風絲楽三線譜（欽定工工四）を遵奉している野村流は欽定流ともいえる王府時代の国風音楽（絲楽）を継承している。一方で、野村の兄弟子であった安冨祖正元に始まり、安室朝持が伝えた楽曲や作法は「安冨祖流」と称されるようになった。
流派や会派によって楽譜や歌詞は異なる場合がある。

## 主な流派と特徴

### 湛水流
昭和47年12月28日、沖縄県指定の無形文化財に認定。その音楽は枯淡幽玄と称される。主な特徴として、技巧的な三線の奏法が挙げられる。現在では作田節・首里節・ぢやんな節・諸鈍節・暁節の昔節5曲と、早作田節・揚作田節の端節2種4曲の9曲しか残っていない。現段階では伊差川世瑞と世礼國男の声楽譜を用いた楽譜を湛水流風に工工四を直したのを使用されている。
- 1960年設立・湛水流保存会
- 1983年設立・湛水流伝統保存会

### 聞覚流
新里朝住の弟子の照喜名名仙（聞覚）によって創始され、大宜味朝和が受け継いだとされる。大衆性が少なく今日では伝わっていない。流派と呼ばれるものではないという考えもあるようだが、詳細は不明。

### 安冨祖流
昭和47年12月28日、沖縄県指定の無形文化財に認定。その音楽は深山幽谷と称される。独特の抑揚と節回し、手様が特徴。現在では声楽譜が記載されている工工四もあるが、師匠の歌唱や仕草を模して歌いこなす「口承」が今なお続いている。
- 1931年設立・安冨祖流絃聲会
- 1960年設立・安冨祖流絃聲協会

### 野村流
昭和47年12月28日、沖縄県指定の無形文化財に認定。その音楽は大廈高楼と称される。伊差川世瑞・世禮國男（1897～1950）共著「聲楽譜附工工四」が昭和10年（1935年）に出版されるに及んで、現在では伊差川風に収斂統一されている。
- 1924年設立・野村流音楽協会
- 1955年設立・琉球古典音楽野村流保存会（2014年改称・改称前：野村流古典音楽保存会）[2]
- 1909年設立・琉球古典音楽野村流松村統絃会（1960年改称・改称前：野村風与那原音楽会）
- 1982年設立・野村流伝統音楽協会

## 人間国宝
国の重要無形文化財保持者（人間国宝）として以下の者が各個認定されている。
- 島袋正雄（「琉球古典音楽」保持者）[3]
- 照喜名朝一（「琉球古典音楽」保持者）[3]
- 城間德太郎（「組踊音楽 歌三線」保持者）[4][5]
- 島袋光史（「組踊音楽 太鼓」保持者）[6][7]
- 西江喜春（「組踊音楽 歌三線」保持者）[8][9]
- 比嘉聰（「組踊音楽 太鼓」保持者）[10]
- 中村一雄（「琉球古典音楽」保持者）[11]